# Alexios Komnenos Porphyrogennetos

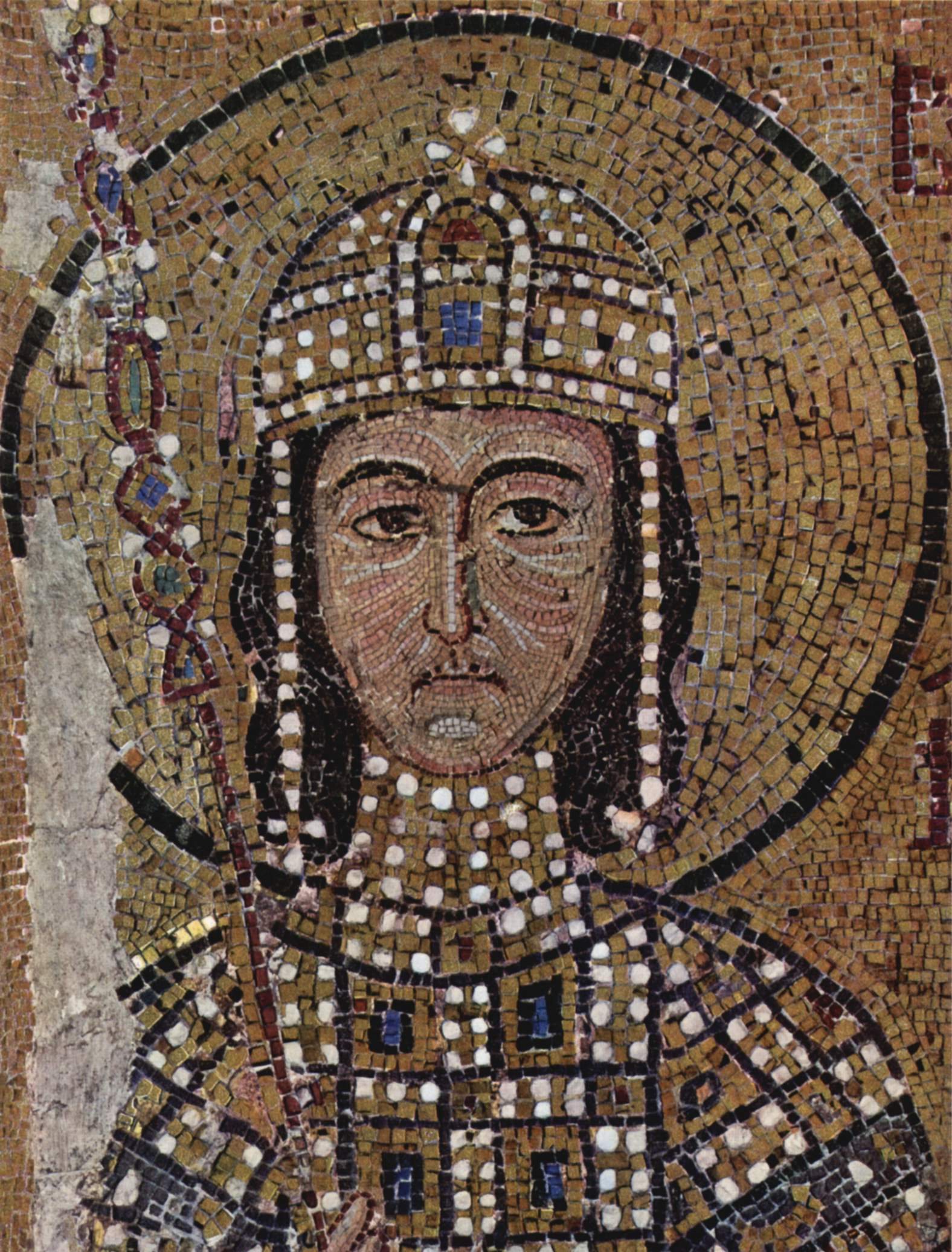
Alexios Komnenos Porphyrogennetos auf einem Mosaik in der Hagia Sophia

Alexios Komnenos, Beiname Porphyrogennetos („der Purpurgeborene“; mittelgriechisch Ἀλέξιος Κομνηνός ὁ Πορφυρογέννητος; * Februar 1106 in Balabista, Makedonien; † 2. August 1142 in Attaleia), war von 1122 bis zu seinem Tod byzantinischer Mitkaiser.

## Leben
Alexios Komnenos war der älteste Sohn des Kaisers Johannes II. (1118–1143) und dessen Frau Piroska-Irene. Seine jüngeren Brüder waren Andronikos, Isaak und der spätere Kaiser Manuel. Er hatte eine Zwillingsschwester Maria sowie drei weitere Schwestern namens Anna, Theodora und Eudokia. Alexios war möglicherweise zweimal verheiratet, mit Dobrodeja von Kiew (Eupraxia; † 1136), Tochter des Großfürsten Mstislaw I. von Kiew, und nach ihr mit Kata, Tochter des georgischen Königs David IV. Seine Tochter Maria heiratete den Pansebastos Alexios Axuch, Sohn des Megas Domestikos Johannes Axuch.
Im Jahr 1122 wurde Alexios von Johannes II. in einer prachtvollen Zeremonie im Großen Palast von Konstantinopel zum Mitkaiser (Symbasileus) gekrönt; seine jüngeren Brüder wurden gleichzeitig zu Sebastokratoren erhoben. Über sein Leben ist ansonsten wenig bekannt, doch scheint er seinen Vater auf dessen Feldzügen in Kleinasien gegen die Seldschuken und Danischmenden begleitet und auch eigene Militäroperationen geführt zu haben, insbesondere 1137 bei der Unterwerfung des armenischen Fürstentums von Kilikien.
Als ältester Sohn des Kaisers galt Alexios zeitlebens als dessen designierter Nachfolger, jedoch erlag der Kronprinz am 2. August 1142, ein Jahr vor dem Tod seines Vaters, bei einem Aufenthalt in Attaleia in Pamphylien einer kurzen und schweren Fieberkrankheit. Andronikos Komnenos, der damit zum Thronerben avanciert war, sollte den Leichnam seines Bruders nach Konstantinopel überführen, wurde aber offenbar noch vor dem Antritt der Schiffsreise ebenfalls plötzlich krank und starb. Da Isaak sich als charakterlich ungeeignet für das Herrscheramt erwiesen hatte, setzte Johannes II. kurz vor seinem Tod im April 1143 seinen jüngsten Sohn Manuel als Kaiser ein.